# Gin og tonic
Gin og tonic (G&T) er en drink, der stammer fra Indien, hvor udstationerede britiske soldater drak tonicvand for at undgå malaria, da tonics daværende indhold af kinin havde en præventiv effekt. Den bitre smag af kinin fik de engelske kolonialister til at blande den med gin og tilsætte citron eller lime, hvorved den kendte cocktail gin og tonic kom til verden. 
Gin og tonic laves ved at fylde et highballglas med is. Hernæst hældes der to cl gin over og der spædes op med tonic. Et stykke citron eller lime presses i og lægges i drinken eller sættes på kanten. Serves eventuelt som aperitif.
Nutidens tonicvand indeholder ikke nok kinin til at være virksom mod malaria. Oprindeligt indeholdt tonic essens af kinatræets bark, som havde ligget i blød i brandy eller gin i 5-6 dage. Et glas af dette udtræk 2-3 gange dagligt ville sørge for 1-2 gram kinin dagligt, der er nok til at have en effekt mod malaria. 